# Титов, Михаил Георгиевич
Михаил Георгиевич Титов (30 ноября 1921, село Шегодское сейчас Юрьев-Польский район Владимирской области — 6 марта 2018) — советский военачальник, генерал-лейтенант, участник Великой Отечественной войны.

## Биография
С началом Великой Отечественной войны был досрочно выпущен из Куйбышевского пехотного училища. Свой фронтовой путь начал в Прибалтике в июле 1941-го лейтенантом командиром стрелкового взвода 5-й краснознаменной стрелковой дивизии "Имени Чехословацкого пролетариата". В дальнейшем воевал под Калинином, Ржевом, в 1941-42 гг. участвовал в Московской битве, в 1943 г. в Курской битве, в 1943-44 гг. освобождал Украину, был дважды ранен. В 1944 г. с должности начальника направления корпуса 13 армии направлен на учебу в Москву, Победу встретил в звании подполковника.
Закончил военные академии им. Фрунзе и Генерального штаба ВС СССР.
Участник операции «Анадырь» в качестве начальника оперативного управления Штаба группы советских войск на Кубе.
Был работником Генерального штаба Главного оперативного управления.
С 1969 г. работал в Штабе ОВС (Объединённых вооруженных сил) стран Варшавского Договора.
Отдал службе в Вооруженных Силах Советского Союза 53 года, завершил её в звании генерал-лейтенанта Советской Армии в должности заместителя начальника штаба Объединённых Вооруженных Сил стран Варшавского договора.
Позже заместитель председателя Постоянного президиума Центрального Совета Всероссийского собрания офицеров.
В 2004 году вышел из КПРФ, заявив: «Разница между мной и Зюгановым в том, что я с июля 1941 года и по сей день бьюсь за советскую власть и коммунистическую партию. А Зюганов с февраля 1993 года борется за личную власть в партии, за соглашательскую политику с режимом. За эти годы КПРФ ничего не сделала для народа. Поэтому я ухожу из неё».
Входил в ЦК ВКПБ.
После роспуска ВКПБ входил ЦК партии Коммунисты России.

## Награды
Кавалер пяти орденов Красной Звезды.
Первый орден был получен 24.04.1944 г. в звании майора.